# Перша англо-сикхська війна
Перша англо-сикхська війна — збройний конфлікт 1845—1846 років між державою Сикхів та Британською Ост-Індійською компанією. Завершився частковим підкоренням сикхів.

## Передумови
Держава Сикхів у Пенджабі сформувалась на початку XIX століття під владою магараджі Ранджита Сінґха, однак у той же час до кордонів Пенджабу наблизилась експансія Британської колоніальної імперії. Ранджит Сінґх намагався підтримувати гарні стосунки з британцями, але в той же час готував свою армію до відбиття можливої агресії як Британії, так і Афганістану, що на той час перебував під владою еміра Дост-Мухаммеда. Магараджа винайняв американських та європейських фахівців до своєї артилерії, а також включив до армії контингенти індуїстів і мусульман. Після смерті Ранджита Сінґха у державі почалась запекла боротьба за владу
У той же час Британська Ост-Індійська компанія почала нарощувати свої збройні сили, зокрема, у прикордонних з Пенджабом районах. 1844 року Компанія анексувала Сінд, що розташовувався на південь від Пенджабу. Також британці збудували військову базу у Фірозпурі, за кілька кілометрів від річки Сатледж, якою тоді проходив кордон між Британською Індією та сикхами. Це спричинило значну напруженість у відносинах двох держав.

## Бойові дії
Обмінявшись взаємними звинуваченнями, сикхи розірвали дипломатичні відносини з британцями. Британці на чолі з Г'ю Гофом, головнокомандувачем Бенгальської армії, почали марш на Фірозпур, де вже розміщувалась одна дивізія. У відповідь сикхи перетнули річку Сутледж 11 грудня 1845 року.
Британці сприйняли такі дії як ворожі, й оголосили війну. Одне сикхське з'єднання на чолі з Тедж Сінґхом висунулось на Фірозпур, однак не спробувало ані штурмувати його, ані взяти британців в облогу. Друге з'єднання на чолі з Ліл Сінґхом зіткнулось з британцями 18 грудня при Мудкі, де зазнало поразки. Наступного дня британці натрапили на велике з'єднання сикхів, що прямувало маршем на Фірозшах. Генерал-губернатор Бенгалії Генрі Гардінґ наказав їх не атакувати, чекаючи на підкріплення. Тому напад відбувся 21 грудня. Гарно організована сикхська артилерія завдала британцям важких втрат, а їхня піхота билась відчайдушно. Натомість елітна регулярна кіннота сикхів виявилась неефективною проти кінноти й піхоти британців. Та битва не принесла бажаного результату жодній стороні.
28 січня 1846 року при Алівалі англійці під командуванням Геррі Сміта здобули блискучу перемогу, захопивши сикхський плацдарм. Основна армія тим часом отримала підкріплення та приєдналась до сил Сміта. Потім британці атакували головний сикхський плацдарм у Собраоні 10 лютого. Незважаючи на відчайдушний спротив сикхів, війська Гофа прорвали їхні лінії. Мости за спинами сикхів були знищені вогнем британської артилерії. Сикхи опинились у пастці. Битва завершилась нищівною поразкою сикхської армії.

## Наслідки
Відповідно до Лахорської угоди, яку було підписано 9 березня 1846 року, сикхи поступались британцям цінним районом, Джуллундуром Доабом, між річками Біас і Сутледж. Лахорський дурбар також був змушений сплатити контрибуцію в 15 мільйонів рупій. Не маючи таких коштів, дурбар поступився як еквівалентом одного мільйона Кашміром, Хазареєю, усіма фортами, територіями, правами й прибутками у князівствах між річками Біас та Інд.
Магараджа Дуліп Сінґх залишився правителем Пенджабу, а його мати — регенткою, однак британська присутність мала зберігатись до досягнення магараджею повноліття. Бхіровальський договір, укладений 16 грудня 1846 року, призначив регентці пенсію від британців у розмірі 150 000 рупій. За підтримки регентської ради у Лахорі був замінений британський резидент з агентами в інших містах та регіонах. Таким чином Британська Ост-Індійська компанія отримала контроль над сикхським урядом.